# Grandifoxus acanthinus
Grandifoxus acanthinus är en kräftdjursart som beskrevs av Coyle 1982. Grandifoxus acanthinus ingår i släktet Grandifoxus och familjen Phoxocephalidae. Inga underarter finns listade i Catalogue of Life.